# Jacques Alexandre Allix de Vaux
Jacques Alexandre François Allix de Vaux (ur. 22 grudnia 1768 w Percy, zm. 26 stycznia 1836 w Courcelles) – francuski i westfalski wojskowy, generał dywizji.

## Życiorys
W 1792 roku wstąpił do szkoły wojskowej i został oficerem artylerii. Został oficerem artylerii w Armii Północnej i wziął udział w walkach przeciwko wojskom I koalicji antyfrancuskiej, wyróżniając się szczególnie w czasie zdobywania twierdzy Luksemburg w 1795 roku. Został wtedy mianowany pułkownikiem artylerii, a rok później generałem brygady.
Po przewrocie 8 brumaire’a znalazł się w gronie jego przeciwników, z tego powodu w 1801 roku został wysłany na San Domingo jako dowódca artylerii francuskiej w składzie ekspedycji przeciwko powstaniu ma San Domingo. Odsunięty od dowodzenia z powodu podejrzeń o malwersację w 1803 roku wrócił do Francji, gdzie pozostał bez przydziału.
W 1808 roku wstąpił do armii Królestwa Westfalii w stopniu generała brygady. W składzie tej armii jako dowódca artylerii 10 Korpusu westfalskiego wziął udział w kontrofensywie Napoleona w Hiszpanii. 15 kwietnia 1812 roku został mianowany na generała dywizji armii westfalskiej. Następnie jako dowódca artylerii 8 Korpusu westfalskiego wziął udział w wyprawie Napoleona do Rosji, po klęsce wojsk francuskich i odwrocie do Westfalii 30 września 1813 roku skapitulował.
W 1814 roku powrócił do Francji i powrócił do służby w armii francuskiej w stopniu generała brygady. Został wtedy dowódcą oddziałów, które wzięły udział w walkach w lesie Fontainebleau, które wyparły z nich oddziały austriackie i rosyjskich Kozaków. Później był dowódcą twierdzy Sens, broniąc jej od 18 do 26 lutego 1815 roku i ostatecznie zmuszając wojska oblegające ją do odwrotu. Za to został awansowany do stopnia generała dywizji.
Potem został wyznaczony na dowódcę 1 Dywizji 1 Korpusu nowo utworzonej Armii Północnej, która wzięła udział w bitwie pod Waterloo, jednak nie zdążył objąć dowództwa tej dywizji przed bitwą. Po ostatecznym upadku Napoleona i powrocie do władzy Burbonów został usunięty z wojska i wyjechał do Westfalii.
Zgodę na powrót do Francji uzyskał w 1818 roku, 1 stycznia 1819 roku został ponownie przyjęty do armii francuskiej, lecz nie otrzymał żadnego przydziału. 29 kwietnia 1834 roku został przeniesiony do rezerwy.

## Awanse

### Armia francuska
- pułkownik (1795)
- generał brygady (1796)

### Armia Królestwa Westfalii
- generał brygady (1808)
- generał dywizji (1812)

### Armia Cesarstwa Francuskiego
- generał brygady (1814)
- generał dywizji (1815)

## Odznaczenia
- Krzyż Kawalerski Legii Honorowej (19.10.1812)